# Théodora Peykova
 (octobre 2024).
Théodora Stefanova Peykova (en bulgare : Теодора Стефанова Пейкова) (1892-1979) est une rédactrice, militante sociale et écrivaine bulgare. Avec son mari, Stefan Peykov, elle publia et édita le magazine féminin « Économie et ménage ». Elle est également devenue la première femme bulgare à s'être appris elle-même à conduire grâce à la voiture de son mari.

## Biographie
Théodora Stefanova Peykova est née en 1892 à Bourgas, Bulgarie.
Elle est diplômée du lycée de Sofia, puis étudie le piano aux conservatoires de Vienne et de Bruxelles. Elle suit des cours de littérature à l’École Supérieure et des cours d'entretien ménager Beaumond à Bruxelles,.
Parlant plusieurs langues étrangères, elle traduit en bulgare « Le Testament de la mourante » d'Émile Zola, « L'Ange de la mort » de Dimitri Merejkovski, « Le désir criminel » d'Hermann Sudermann, « Entre cinq et sept » de l'écrivain allemand Liesbet. Aneth, etc. En 1935, elle publie l'autobiographie de Rayna Knyaginya (qu'elle traduit du russe) en complément de la revue « Économie et ménage ».
Elle est l'autrice d'histoires et d'articles pour des journaux et magazines bulgares tels que "Semaine illustrée", "Guerrier bulgare" et "Narodna Otbrana". Elle écrit sur des sujets de société, des inventions féminines, des événements historiques, propose des recettes, des conseils médicaux et des régimes amaigrissants, des conseils sur la famille et l'éducation des enfants, la mode, la coiffure, la gymnastique, la broderie, la couture, et publie des revues périodiques, des publicités, etc.,

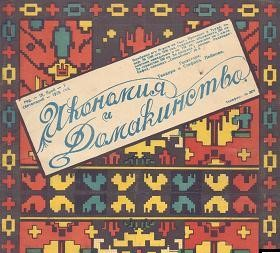
Sp. "Économie et ménage"

Chaque numéro de « Economie et Ménage » comprend des livres de cuisine, des romans, des modèles en annexes. Dans les années 1930, Peykova commence à écrire des livres de cuisine qui sont toujours très demandés aujourd'hui,.
Après la Libération de la Bulgarie de l'Empire Ottoman, la cuisine européenne a littéralement conquis les ménagères bulgares de la classe moyenne en partie grâce à Théodora Peykova. Hélas, après l'arrivée du régime communiste, « Économie et Ménage » est déclarés bourgeois et interdits, les plats et habitudes alimentaires européens complexes et beaux sont remplacés par des plats simples et « folkloriques », et Théodora Peykova sombre dans l'oubli.
Théodora Peykova aide des millions de femmes bulgares à connaître la culture européenne à une époque où la Bulgarie souffre d'isolement sur la scène internationale.
Elle meurt en 1979 à l'âge de 87 ans à Sofia, Bulgarie.

## Famille
Son mari, Stefan Peykov, est avocat de formation, propriétaire de l'imprimerie Knipigraf-Sofia et d'un immeuble au 10, Boulevard Tsar Osvoboditel, dans le centre de Sofia. Ils ont un fils médecin.